# Titanoderma
Titanoderma, rod crvenih algi iz tribusa Dermatolitheae, dio potporodice Lithophylloideae. Priznato je sedam vrsta, sve su morske.
Taksonomski je priznat kao zaseban rod.

## Vrste
1. Titanoderma conspectum (Foslie) Woelkerling, Y.M.Chamberlain & P.C.Silva
2. Titanoderma laminariae (P.Crouan & H.Crouan) Y.M.Chamberlain
3. Titanoderma mutabile (Me.Lemoine) Woelkerling, Y.M.Chamberlain & P.C.Silva
4. Titanoderma polyclonum (Foslie) Woelkerling, Y.M.Chamberlain & P.C.Silva
5. Titanoderma pustulatum (J.V.Lamouroux) Nägeli - tip
6. Titanoderma rasile (Foslie) Woelkerling, Y.M.Chamberlain & P.C.Silva
7. Titanoderma trochanter (Bory) Benhissoune, Boudouresque, Perret-Boudouresque & Verlaque 2002